# 大花带唇兰
大花带唇兰（学名：Tainia macrantha）为兰科带唇兰属下的一个种。

## 扩展阅读
- 維基物種上的相關：大花带唇兰